# Дубровина, Людмила Викторовна
Людмила Викторовна Дубровина (1901. Тифлис, Тифлисская губерния, Российская империя—1977, Москва, СССР) — советский хозяйственный, государственный и политический деятель.

## Биография
Родилась в 1901 году в Тифлисе. Являлась членом КПСС.
С 1920 по 1977 год — на хозяйственной, общественной и политической работе. В 1920—1970 гг. — занимала должности: начальника клуба Главполитпросвета, учителя, заведующей учебной частью в ряде школ, заведующей Московским городским отделом народного образования, директора издательства Детгиз, лектора-фронтовика Главного политического управления РККА, члена Комитета по Делам Кинематографии при Совнаркоме СССР, 1-го заместителя министра просвещения РСФСР, ответственного работника ЦК КПСС, заместителя председателя правления Всесоюзного общества по распространению научных и политических знаний, директора Детиздата.
Избиралась депутатом Верховного Совета СССР 3-го созыва, Верховного Совета РСФСР 4-го созыва.
Скончалась в 1977 году в Москве. Кремирована, урна с прахом захоронена в колумбарии Новодевичьего кладбища.